# Пять ночей с Фредди 2 (фильм)
«Пять ноче́й с Фре́дди 2» (англ. Five Nights at Freddy’s 2) — будущий американский фильм ужасов о сверхъестественном, снятый Эммой Тамми по мотивам серии видеоигр Five Nights at Freddy’s Скотта Коутона. Сиквел картины 2023 года «Пять ночей с Фредди». В главных ролях снимались Джош Хатчерсон, Элизабет Лэил, Пайпер Рубио и Мэттью Лиллард.
В августе 2018 года Коутон заявил, что в случае успеха первого фильма может выйти сиквел, основанный на событиях второй игры. Хатчерсон объявил о разработке «Пяти ночей с Фредди 2» в январе 2024 года, а Blumhouse Productions Джейсона Блума официально подтвердила это три месяца спустя. Основные съёмки фильма начались в ноябре 2024 года и завершились в феврале 2025 года.
Релиз в кинотеатрах запланирован на 5 декабря 2025 года.

## Сюжет
«Прошёл год с момента сверхъестественного кошмара в «Пиццерии Фредди Фазбера». Истории о произошедшем превратились в гротескную местную легенду, вдохновив на проведение первого в городе фестиваля «Фазфест».
Бывший охранник Майк (Джош Хатчерсон) и полицейская Ванесса (Элизабет Лэйл) скрыли от 11-летней сестры Майка, Эбби (Пайпер Рубио), правду о судьбе её друзей-аниматроников.
Но когда Эбби тайком выбирается наружу, чтобы воссоединиться с Фредди, Бонни, Чикой и Фокси, это запускает ужасающую череду событий, раскрывая тёмные тайны истинного происхождения Фредди и высвобождая давно забытый ужас, скрываемый десятилетиями.

В актёрском составе фильма «Пять ночей с Фредди 2» значатся вернувшиеся коллеги Теодус Крейн в роли Джеремайи и легендарный Мэттью Лиллард в роли Уильяма Афтона. В фильме также появляются новые персонажи: Фредди Картер («Тень и кость», «Пенниуорт»), Уэйн Найт («Парк Юрского периода», «Сайнфелд»), Маккенна Грейс (франшиза «Охотники за привидениями», «Проклятие Аннабель») и икона ужасов Скит Ульрих («Крик», «Ривердэйл»)».Оригинальный текст (англ.)«One year has passed since the supernatural nightmare at Freddy Fazbear's Pizza. The stories about what transpired there have been twisted into a campy local legend, inspiring the town's first ever Fazfest.

Former security guard Mike (Josh Hutcherson) and police officer Vanessa (Elizabeth Lail) have kept the truth from Mike's 11-year-old sister, Abby (Piper Rubio), concerning the fate of her animatronic friends.
But when Abby sneaks out to reconnect with Freddy, Bonnie, Chica, and Foxy, it will set into motion a terrifying series of events, revealing dark secrets about the true origin of Freddy's, and unleashing a long-forgotten horror hidden away for decades.

The cast of Five Nights at Freddy's 2 includes returning co-stars Theodus Crane as Jeremiah and the legendary Matthew Lillard as William Afton. The film features new characters played by Freddy Carter (Shadow and Bone, Pennyworth), Wayne Knight (Jurassic Park, Seinfeld), Mckenna Grace (Ghostbusters franchise, Annabelle Comes Home) and horror icon Skeet Ulrich (Scream, Riverdale)».
— Blumhouse

## В ролях
- Джош Хатчерсон — Майк Шмидт, бывший охранник пиццерии «Freddy Fazbear’s Pizza»[1]
- Элизабет Лэил — Ванесса Шелли, местный полицейский и дочь Уильяма Афтона[1]
- Пайпер Рубио — Эбби, младшая сестра Майка[1]
- Мэттью Лиллард — Уильям Афтон, серийный убийца и отец Ванессы[1]
- Жа’Куан Монро-Хендерсон — Роберт[2]
- Рональд Чарльз Чавис — второстепенная роль[3]
- Тео Брионес — второстепенная роль[4][5]
- Билли Слотер — второстепенная роль
- Карима Мухаммад — второстепенная роль
- Уэйн Найт[5][6]
- Маккенна Грейс[5]
- Скит Ульрих[7]

## Создание
В августе 2018 года создатель Five Nights at Freddy’s Скотт Коутон заявил, что существование второго фильма по мотивам франшизы, адаптирующего события второй игры, полностью зависит от успеха в прокате первой экранизации.
В январе 2024 года Джош Хатчерсон, исполнитель роли Майка Шмидта в первом фильме, объявил о том, что «Пять ночей с Фредди 2» находится в разработке, добавив, что «умирает от желания вернуться на съёмочную площадку». Мэттью Лиллард, сыгравший Уильяма Афтона, подписал контракт со студиями Blumhouse Productions и Universal Pictures на съёмки в трёх картинах киносерии «Пять ночей с Фредди». В апреле 2025 года стало известно, что в актёрском составе присутствуют Уэйн Найт, Маккенна Грейс и Тео Брионес.
Режиссёром вновь стала Эмма Тамми, к своим ролям вернулись Мэттью Лиллард, Джош Хатчерсон, Пайпер Рубио и Элизабет Лэил. Съёмки начались в ноябре 2024 года в Новом Орлеане (Луизиана) и завершились в феврале 2025 года. Над аниматрониками вновь работала компания Jim Henson’s Creature Shop.

## Маркетинг
В августе 2024 года, в преддверии десятой годовщины серии, Коутон опубликовал на своём аккаунте в X изображения новых аниматроников, разрабатываемых на студии Джима Хенсона, а также четыре страницы сценария, одна из которых — подлинная, а три остальные — фальшивые. Тизер-постер картины появился в сети в октябре 2024 года, а первый тизер-трейлер — на выставке CinemaCon в апреле 2025 года. Полноценный трейлер вышел в июле 2025 года.

## Релиз
«Пять ночей с Фредди 2» выйдет в американских кинотеатрах 5 декабря 2025 года.